# باج (خوراک)

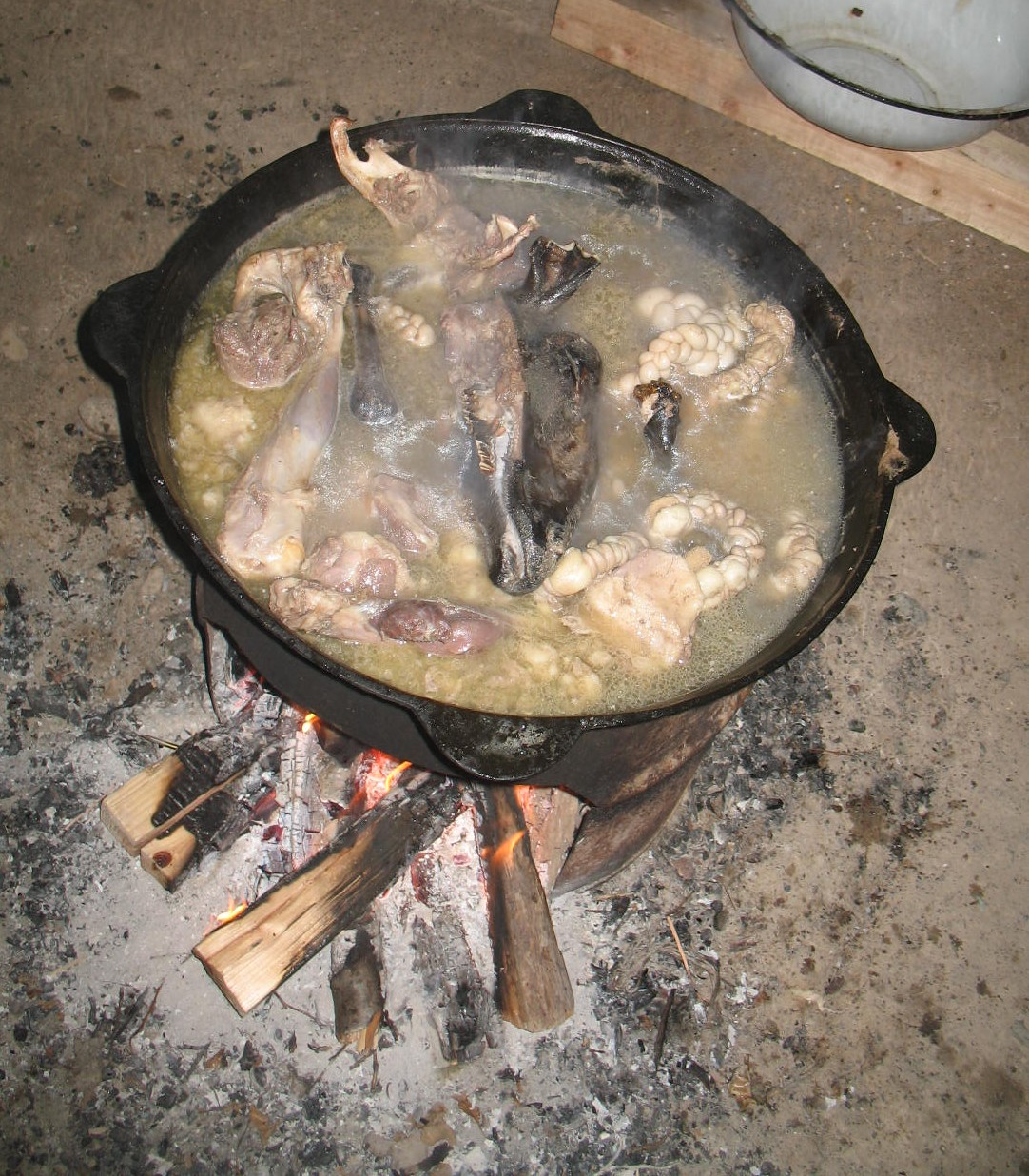
خوراک نوروزی کله پاچه در قزاقستان مشابه باج

باج خوراکی است که برای نوروز در تاجیکستان پخته می‌شود.
مردم تاجیکستان در نوروز کله پاچه گوسفند را با گندم می‌پزند و «باج» تهیه می‌کنند. سپس میهمانی گرفته و این غذا را با دیگران شریک می‌شوند.